# Wallfahrtskirche Maria Schnee (Maria Luggau)

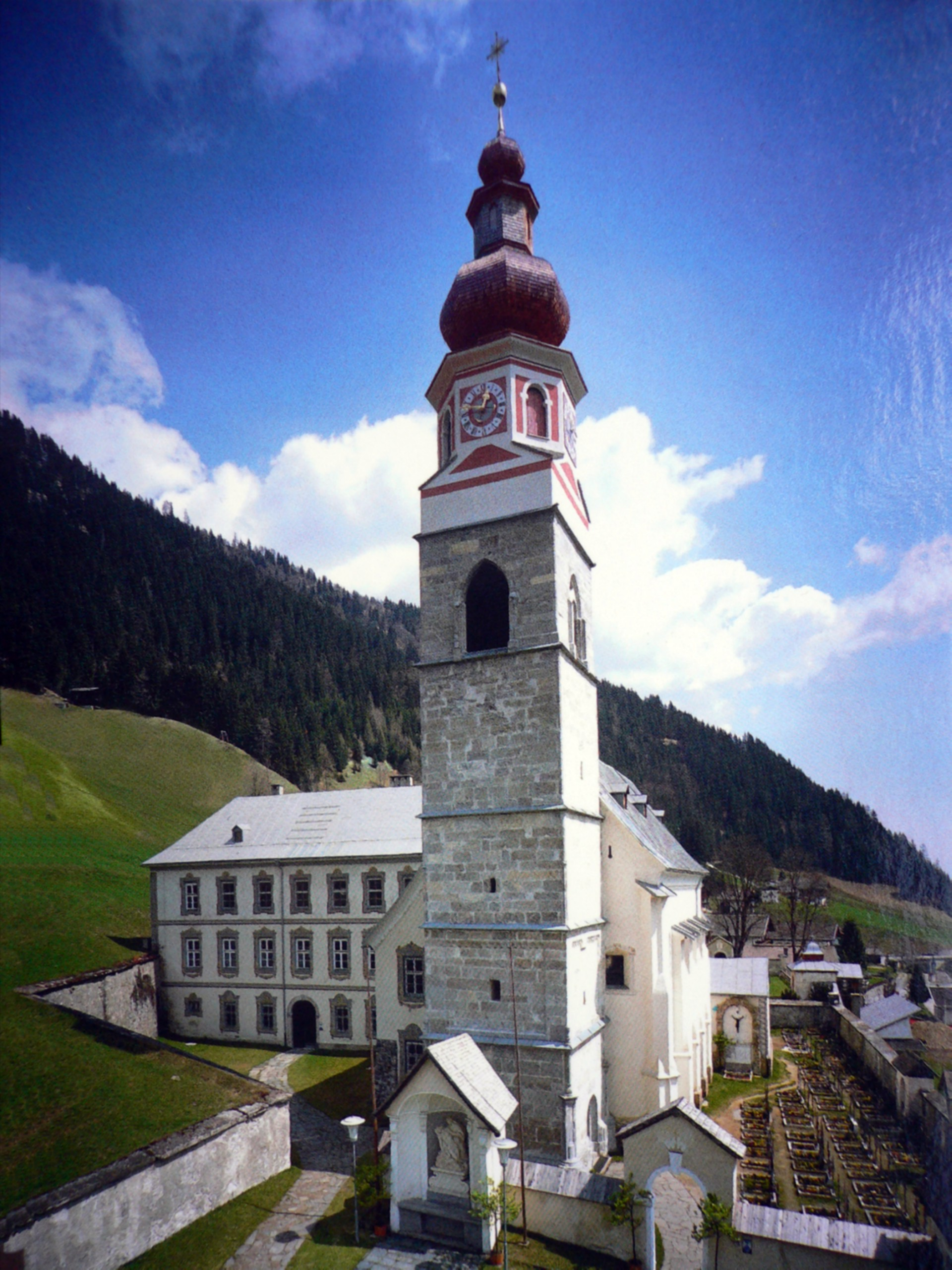
Wallfahrtskirche Maria Schnee

Die Pfarr- und Wallfahrtskirche Maria Schnee ist eine römisch-katholische Kirche in der Ortschaft Maria Luggau in der Gemeinde Lesachtal in Kärnten.

## Geschichte
Im Jahr 1513 soll die Bäuerin Helena in einem Traum den Auftrag erhalten haben, auf einem Weizenfeld eine Kirche zu erbauen. Sie erwarb daraufhin ein holzgeschnitztes Vesperbild und betrieb gegen Widerstände den Bau eines Kirchleins. Im Jahre 1515 erfolgte die Grundsteinlegung, bald beschloss man die Errichtung einer großen Kirche nach den Plänen des Architekten und Baumeisters Bartlmä Firtaler, mit Hans Kürschner und Siegmund als Mitarbeiter, die im Jahre 1536 geweiht und um 1544 fertiggestellt wurde. Im Jahre 1986 wurde die Kirche zur Basilica minor erhoben.

## Maria-Schnee-Kirche
Die Wallfahrtskirche beherrscht mit dem angrenzenden Servitenkloster das Ortsbild. An das mittelgroße einschiffige fünfjochige Langhaus schließt ein gering eingezogener zweijochiger Chor mit 5/8-Schluss an. Die Nordwand des Langhauses und Chores wird durch das Kloster verdeckt, die Südwand zeigt einfach abgetreppte und abgefaste Strebepfeiler, die westseitigen Strebepfeiler sind übereck gestellt. Der mächtige Eingangsturm steht im Westen dem Langhaus vorgestellt auf quadratischem Grundriss und wurde mit Granit- und Schieferquadern erbaut. Der langsame Baufortschritt zeigt sich an den Jahresangaben am Kirchturm, 1520 mit Inschrift master partllmä viertaler im 1. Geschoß, 1536 im 2. Geschoß, 1543 im 3. Geschoß, 1544 im 4. Geschoß und 1552 im 5. Geschoß. Mit Gesimsbändern in fünf Geschoße geteilt, trägt der Turm eine achtseitige barocke Bekrönung aus dem Jahre 1741. Das Gewölbe der Turmvorhalle zeigt phantasievoll geschwungene Rippensterne mit Dreiblattendigungen. Die Turmfassade mit den reichen spätgotischen Schmuckformen ist ein charakteristisches Werk Firtalers.

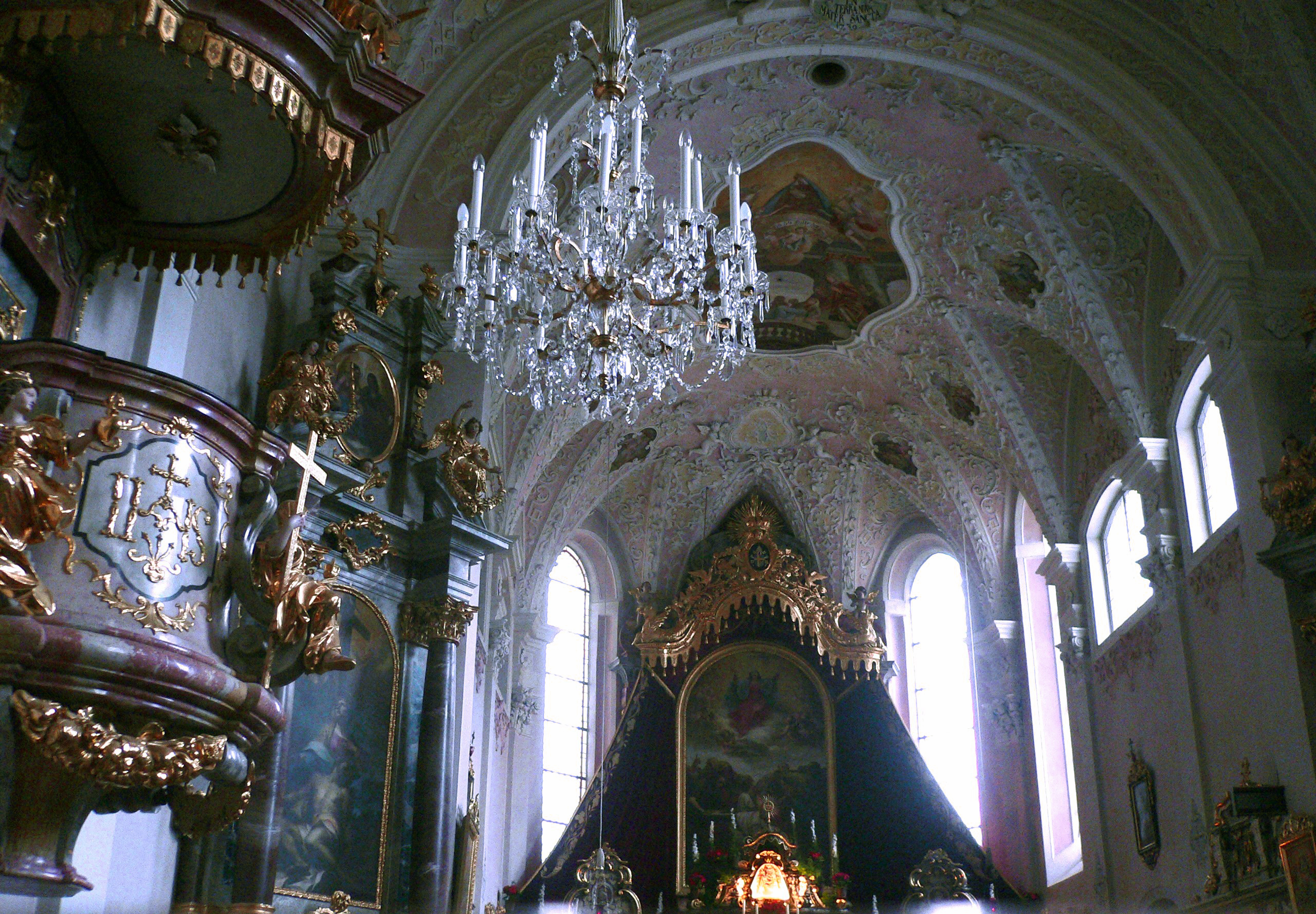
Inneres

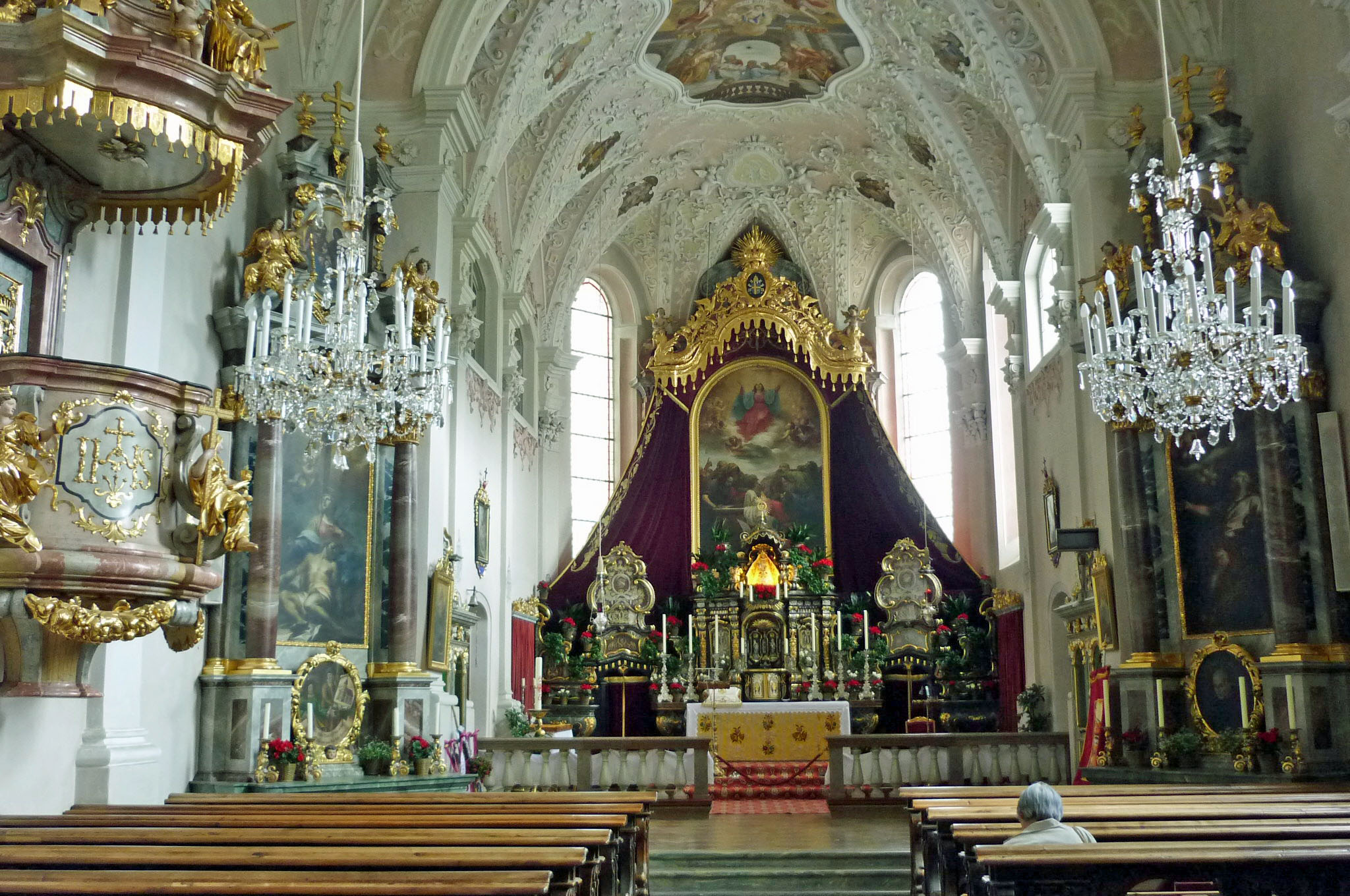
Inneres der Wallfahrtskirche Maria Luggau

Von 1733 bis 1738 wurde eine Barockisierung des Kircheninneren durchgeführt. Die spätgotischen Rippen des Gewölbes im Schiff und Chor wurden im Jahre 1733 abgeschlagen und durch ein dichtes Netz von Stuckaturen von Franz Hannibal Pittner aus Spittal an der Drau ersetzt. Die Gewölbemalerei um 1740 zeigt in der Chormitte das Gnadenbild mit Zuflucht der Kranken und seitlich die 7 Schmerzen Mariä, im Langhaus sind sieben Szenen aus der Wallfahrtsgeschichte und über der Orgel Maria mit 7 Stiftern des Servitenordens zu sehen. Die Rokokobalustrade mit Orgelgehäuse ist aus 1765. An der Südseite sind barocke Lanzettfenster, mittig ein barockes Rundfenster, mit neugotischer Verglasung, aus 1879. Beim Hauptbild am Chorgewölbe ist eine Renovierungsangabe mit Christoph Brandstätter 1808.
Der Hochaltar aus 1749 ist vom Hoftischler Paul Huber aus Innsbruck. Der Tabernakel mit seitlichen Reliquienvitrinen von Anton Müller aus Lienz aus 1770 ist mit Gold-, Silber- und Messingbeschlägen besetzt. Über dem Tabernakel unter einem Baldachin ist das Gnadenbild der Luggauer Madonna aus 1513, mit Brokatgewändern bekleidet. Das Hochaltargemälde Himmelfahrt Mariä ist mit Cosroe Dusi Venezia 1834 bezeichnet. Die Rokokokanzel um 1770 trägt Figuren von Johann Paterer um 1770.
Eine Glocke stammt aus 1751 von Josef Grassmayr.

## Orgel

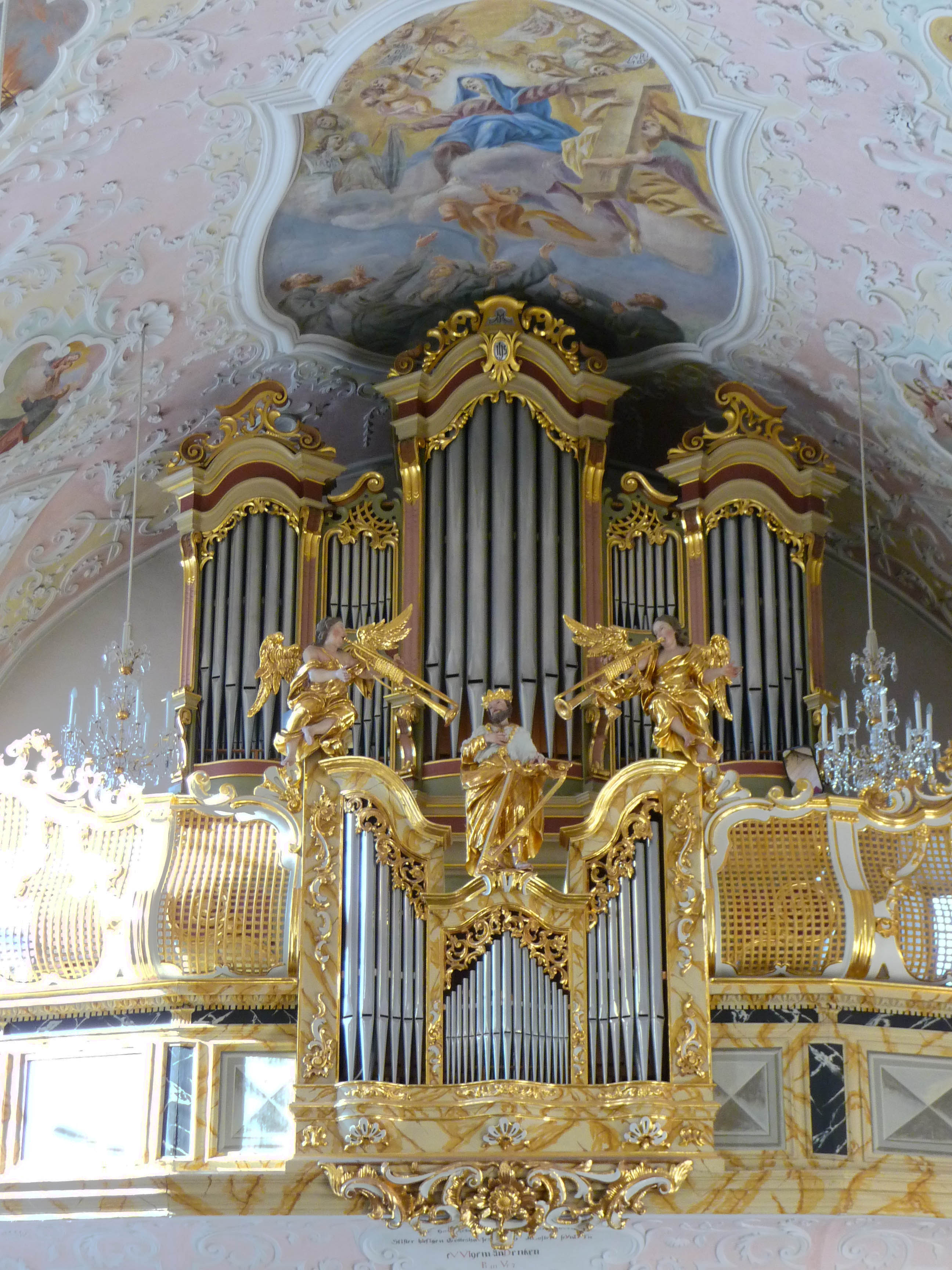
Orgel Maria Schnee

Als erste Orgel wurde 1668 ein gebrauchtes Positiv, gebaut von Daniel Herz (I/6), von der Pfarrkirche zu Brixen angekauft. Dieses Instrument kam später nach Kirchbach im Gailtal. 1767 folgte eine Wörle-Orgel aus Bozen (II P/17). Durch die mehrmalige Umgestaltung und den geringen Pedal- und Manualumfang genügte sie den Anforderungen nicht mehr. 1899 wurde deshalb eine neue Orgel von Alois Fuetsch aus Lienz unter Verwendung einiger Wörle-Register gebaut. (II P/15) Es war nicht der Klang, es war die Störanfälligkeit und die mangelnde Präzision der pneumatischen Traktur, die nach einer Neuerung rief. 1987 wurde daher das Klangwerk von Paolo Ciresa (Bozen/Tesero im Fleimstal) erneuert (II P/21). In der Rückpositivfassade von Wörle, im Orgelgehäuse von Fuetsch im Verein mit dem neuen Innenleben spiegeln sich die wichtigen Stationen der Orgelgeschichte von Maria Luggau wider.
| I Rückpositiv C–g3 |       |
| Copl               | 8′    |
| Prinzipal          | 4′    |
| Flöte              | 4′    |
| Ottavina           | 2′    |
| Cornett            | 3′    |
| Ripieno            | 1 ⁄3′ |

| II Hauptwerk C–g3 |       |
| Prinzipal         | 8′    |
| Voce Umana        | 8′    |
| Flöte             | 8′    |
| Viola             | 8′    |
| Flöte             | 4′    |
| Oktav             | 4′    |
| Quinte            | 3′    |
| Superoktav        | 2′    |
| Mixtur            | 1 ⁄3′ |
| Trompete          | 8′    |

| Pedal C–f1  |     |
| Subbass     | 16′ |
| Fagott      | 16′ |
| Oktavbass   | 8′  |
| Gedecktbass | 8′  |
| Flute       | 4′  |

- Normalkoppeln: II/I, I/P, II/P